# Pervomaiski (Ieisk)
Pervomaiski - Первомайский (rus) és un possiólok del krai de Krasnodar, a Rússia. Es troba a les terres baixes del Kuban-Azov, a la península de Ieisk. És a 26 km al sud de Ieisk i a 167 km al nord-oest de Krasnodar. Pertany al possiólok d'Oktiabrski.